# Папава, Владимир Георгиевич
Владимир Георгиевич Папава (груз. ვლადიმერ გიორგის ძე პაპავა, р.25 марта 1955 года) — советский и грузинский учёный, ректор Тбилисского государственного университета (ТГУ) имени Ивана Джавахишвили. Доктор экономических наук, профессор, действительный член Национальной академии наук Грузии.

## Биография
С 1972 по 1977 год обучался на инженерно-экономическом факультет Тбилисского университета по специальности — экономическая кибернетика, получил квалификацию экономист-математик.
С 1979 по 1982 год учился в аспирантуре Центрального Экономико-Математического Института Академии Наук СССР в Москве.
В 1982 году защитил диссертацию на соискание учёной степени кандидат экономических наук.
В 1989 году стал доктором экономических наук.
В 1994—2000 годах занимал пост министра экономики Грузии.
С 1995 года профессор.
С 1997 года — член-корреспондент Академии Наук Грузии.
С 2013 года — действительный член Академии наук Грузии.
Автор более 200 научных работ.

## Премии
- 2008 Премия «Филиппа Гогиашвили» Национальной Академии Наук Грузии за научный труд «Некроэкономика: Политическая экономия посткоммунистического капитализма».
- 2004 год — Государственная премия Грузии в области науки и техники за цикл работ: «Методы и Модели Макроэкономического Регулирования» (совместно с грузинскими экономистами Гури Ананиашвили, Клименти Ачелашвили, Якоб Месхи, Автандил Силагадзе и Гиорги Церетели)
- 1987 год — Республиканская Премия Министерства Образовании Грузии за руководство «Организация, планирование и управление промышленным предприятием» (совместно с Георгием Папава).